# Gavião (Portugal)
Gavião is een plaats en gemeente in het Portugese district Portalegre.
De gemeente heeft een totale oppervlakte van 295 km² en telde 4887 inwoners in 2001.

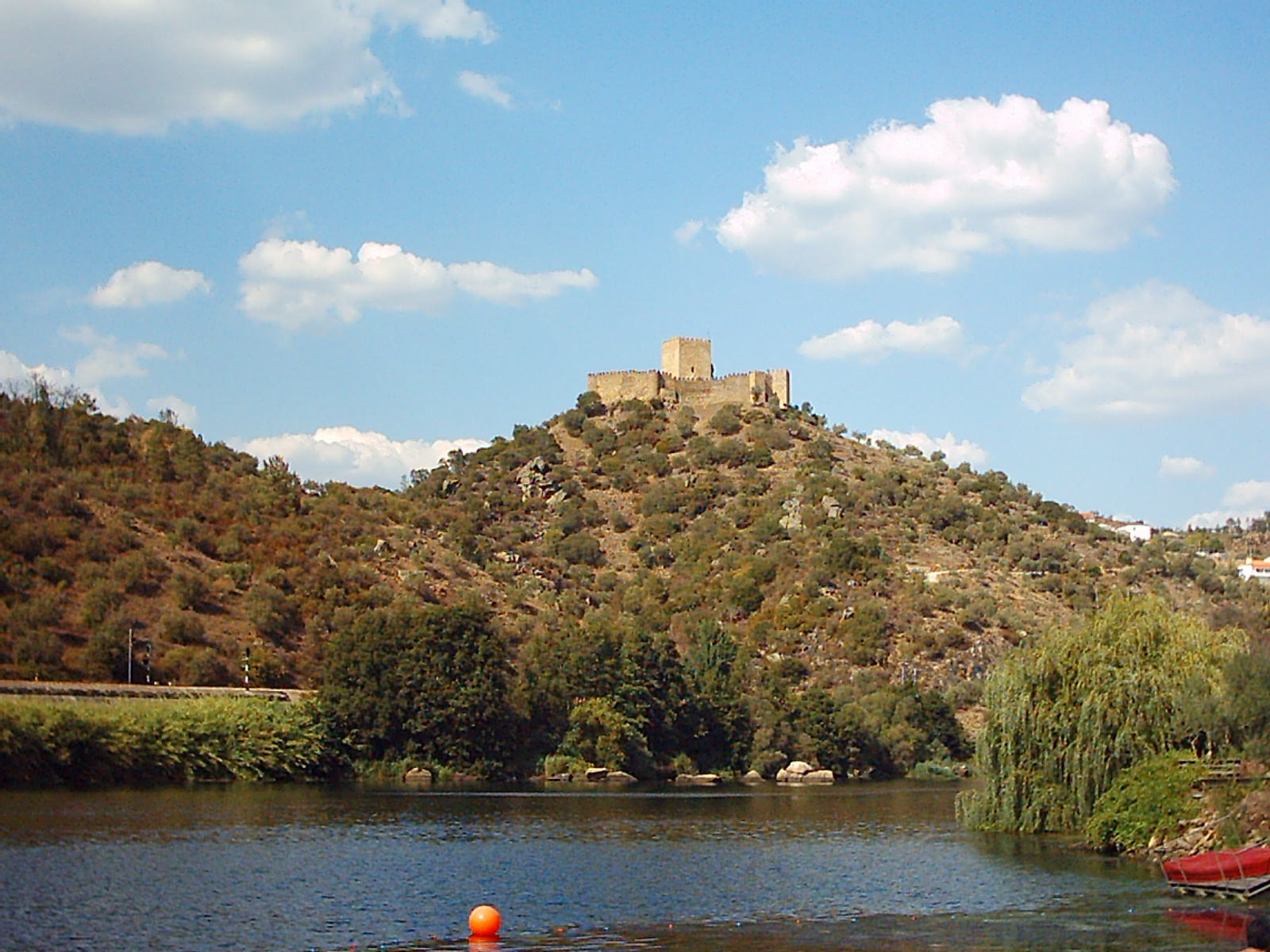
kasteel Belver

## Dorpen (freguesia) in de gemeente
- Atalaia
- Belver
- Comenda
- Gavião
- Margem